# Путивльський провулок (Київ)
Путивльський прову́лок — провулок у Деснянському районі міста Києва, селище Биківня. Пролягає від Броварського проспекту до Путивльської вулиці.
Прилучається Миргородська вулиця.

## Історія
Путивльський провулок виник у 1950-х роках під назвою 821-а Нова́ ву́лиця. Сучасна назва — з 1955 року, на честь міста Путивль у Сумській області.